# The Warning (együttes)
A The Warning egy mexikói rockegyüttes, amelyet 2013-ban alapítottak a Villarreal Vélez nővérek: Daniela (gitár, ének és vokál, zongora), Paulina (dob, ének és vokál, zongora) és Alejandra (basszusgitár, vokál, zongora). Négy stúdióalbumot, két EP-t és tizenöt videóklipet adtak ki. Legfrissebb stúdióalbumuk, a Keep Me Fed 2024. június 28-án jelent meg.

## Történet

### Korai évek
A Villarreal Vélez nővérek Monterrey-ben nőttek fel, és mindannyian korán elkezdték a hangszeres tanulmányaikat. Mind a hárman zongorázni és klasszikus zenét tanultak, majd a Rock Band videójáték kipróbálása után Daniela és Paulina a gitárt és a dobot választották elsődleges hangszerüknek. Miután a legfiatalabb testvér, Alejandra, körülbelül 7 évesen elkezdett basszusgitározni, 2013-ban a nővérek úgy döntöttek, hogy egy rockegyüttest, power triót alapítanak. Megtanultak eljátszani ismert rockdalokat, és a feldolgozásaikról videókat tettek közzé a YouTube-on.
A zenekar először 2014-ben kapott széleskörű figyelmet, amikor a YouTube-videójuk, amin a Metallica Enter Sandman című számát adták elő, elterjedt a rockrajongók körében, és végül több mint 26 millió megtekintést ért el. A videóra a Metallica gitárosa, Kirk Hammett is felfigyelt, és egy twitter üzenetben külön megdicsérte a 12 éves Paulinát. Szintén ebben az évben interjú jelent meg Paulinával a Tom Tom Magazine nevű zenei kiadványban.

### Független művészként (2015-2020)
Az 'Enter Sandman' videójuk által szerzett ismertség hatására a The Warning úgy döntött, hogy saját dalokat készít és lemezt ad ki. Közösségi finanszírozással (GoFundMe) gyűjtöttek pénzt a hat dalból álló Escape the Mind című EP felvételére, amelyet 2015-ben jelentettek meg. A lemez készítése során a zenekar találkozott Jake Carmona producerrel, aki az Escape the Mind-on és a következő két albumukon is közreműködött. 2015 áprilisában a zenekar szerepelt az The Ellen DeGeneres Show-ban. Ebben az időszakban a nővérek adományokat gyűjtöttek (ehhez a gyűjtéshez csatlakozott DeGeneres és a Target Corporation is), és végül ennek segítségével részt vehettek a Berklee College of Music öthetes zenei képzési programján az Egyesült Államokban.
2016-ban és 2017-ben két előadást is tartottak a TEDx konferencián a Nevadai Egyetemen. A zenekar sokszor elmondta, hogy történetük elején a Rock Band videójáték-sorozattal gyakoroltak; ezután a játék fejlesztői (Harmonix Music Systems) azzal viszonozták a szívességet, hogy a The Warning több dalát is beletették a játék 2018-as kiadásába.
A The Warning első teljes albuma, a XXI Century Blood 2017-ben jelent meg. Ebben az időszakban meghívást kaptak a monterrey-i Mother of All Rock Fesztival-ra, valamint felléptek a The Killers előzenekaraként is.
Második nagylemezük, a Queen of the Murder Scene 2018 novemberében jelent meg. Ez egy konceptalbum, ami a hallgatót utazásra viszi egy fiatal nő elméjébe, aki a viszonzatlan szerelemből a kétségbeesésbe, a megszállottságba, a skizofréniába, az erőszakba, a gyilkosságba és végül a saját elkerülhetetlen halálába sodródik.
2019 nyarán felléptek Latin-Amerika legnagyobb rockfesztiválján, a kolumbiai Rock al Parque-on. Az év végén bejelentettek egy 2020-as, sok helyszínt érintő észak-amerikai turnét, azonban ezt a COVID-19 világjárvány miatt törölniük kellett.

### A Lava Records kiadóval (2020-tól)
2020 augusztusában a The Warning öt albumra szóló szerződést írt alá a Lava Recordsszal, és David Bendeth producerrel elkezdtek dolgozni egy új albumon. Az együttműködésük első eredményét, a Choke című dalt 2021 májusában adták ki Ugyanebben az évben a The Warning szerepelt a Metallica 30 éves tribute albumán, The Metallica Blacklist-en, az Enter Sandman egy másik feldolgozásával, ezúttal Alessia Cara Grammy-díjas kanadai énekesnővel. A dalnak ezen verzióját felhasználták a 2022-es Marvel's Midnight Suns videójáték előzetesében és a Netflix Kísérleti alanyok című sorozatának egyik epizódjában.
2021 októberében jelent meg a hat dalból álló Mayday EP. A lemez dalaival a zenekar 2022 elején Észak-Amerikában turnézott, ahol több mint 30 fellépésen főelőadóként szerepeltek, ezen kívül előzenekarként zenélhettek a Foo Fighters, Sammy Hagar and the Circle és a Stone Temple Pilots koncertjein.
2022 márciusában adták ki a Money című kislemezt, a dal a 31. helyet érte el a Billboard Mainstream Rock Airplay listán. 2022 júniusában jelent meg az Error című teljes album, amely a Mayday EP hat számát, valamint a Money-t és hét új dalt tartalmazott. 2022 júliusában amerikai koncertkörútra indultak a Halestorm és a The Pretty Reckless zenekarokkal, és olyan fesztiválokon léptek fel, mint a Burlington's Sound of Music Festival, az Iceberg Alley, a Summerfest és az Upheaval; majd 2022 augusztusában folytatták szólóturnéjukat.
2022 őszén a The Warning további fesztiválokon is szerepelt (Louder Than Life, Aftershock, Peninsula Tecate, Rock al Parque), és előzenekarként támogatott egy második amerikai turnét a Halestormmal, egy kanadai turnét a Three Days Grace-szel és a Guns N' Roses turnéjának mexikói állomását. Ezen kívül kisebb koncerteket adtak a kaliforniai Las Vegasban és a perui Limában.
2023 elején a zenekar több alkalommal a Muse előzenekara volt a Will of the People World Tour-on, Mexikóban és Európában egyaránt (a zenekar ekkor járt először Európában). 2023 szeptemberében felléptek az MTV Video Music Awards gálán, és ugyanebben a hónapban ismét zenélhettek a Guns N' Roses előtt, a We're F'N' Back Tour két helyszínén.
2023 végén egy, majd 2024 tavaszán további öt kislemezt hoztak ki a készülő új albumukról: More, S!CK, Hell You Call a Dream, Qué Más Quieres, Automatic Sun és Burnout. A Qué Más Quieres hivatalos videóklipje az MTV Live-on debütált. Az Automatic Sun megjelenése egybeesett a 2024-es észak-amerikai napfogyatkozással. 2024. áprilisban másodjára koncerteztek Európában, ezúttal már fő előadóként. A turné mind a 19 állomása teltházas volt. 2024. június közepén egy japán turnén vettek részt, a Band-Maid zenekar vendégeként.
2024. június 28-án jelent meg a negyedik stúdióalbumuk, a Keep Me Fed. Az új lemezt promótálva felléptek Jimmy Kimmel műsorában. Júliusban a The Warning lett az MTV Push műsorában a hónap előadója – ez egy promóciós esemény, amely során exkluzív zenei videókat és interjúkat mutatnak be. 
2024 nyarán a zenekar Európában turnézott az új albummal, felléptek többek között a Wacken Open Air és a Pol'and'Rock (korábban: Woodstock Festival Poland) fesztiválokon. Szeptemberben és októberben Észak-Amerikában (az Egyesült Államokban 14, Kanadában 10 helyszínen) koncerteztek, a Keep Me Fed Tour keretében. Novemberben a The Warning fellépett a MTV Europe Music Awards eseményen, majd egy pár nappal később a 25. Latin GRAMMY Awards-on.

## Hatások és zenei stílus
A The Warning tagok interjúikban elmondták, hogy mindenféle zenét hallgatnak, a klasszikustól a popig. Zenei hatásként a Metallica-t, a Muse-t, a My Chemical Romance-t, a Pink Floyd-ot, a Queen-t, Paul McCartney-t, Neil Peart-t, David Gilmour-t, a Placebo-t, a Badflower-t, a Paramore-t, K-popot és a J-rockot nevezték meg. Női inspirációik közé tartozik Hayley Williams, Esperanza Spalding, Sheila E. és Lzzy Hale.
Mindannyiukra nagy hatással van a popkultúra: szívesen olvasnak képregényeket, fantasy könyveket, néznek animét és szuperhős-filmeket, játszanak videójátékokkal. Időnként a könyvek és a filmek történetei inspirálják a dalszövegeiket.

## Családi vállalkozás
A The Warning a kezdetek óta családi vállalkozás. A tagok és az őket körülvevő szakemberek közötti bizalom és szoros kötődés mindig is alapvető fontosságú volt a zenekar karrierjének alakulásában és menedzselésében (Alejandra azt is bevallotta, hogy egyedül soha nem próbált volna szerencsét a szakmában). A szüleik a mai napig tagjai a menedzsmentcsapatnak, és elkísérik őket a turnékra és a fellépésekre. A nővérek az interjúikban elmondják, hogy körültekintően választják meg a munkatársaikat, annak érdekében, hogy pozitív munkakörnyezetet és érzelmi támogatást teremtsenek maguk körül. 
A turnék során az egész csapat közösen utazik és él a – "La Wawa" elnevezésű – zenekari turnébuszban.

## Tagok
- Daniela "Dany" Villarreal Vélez (25 éves)[64] – gitár, ének és vokál, zongora (2013-tól)
- Paulina "Pau" Villarreal Vélez (23 éves)[64] – dob, ének és vokál, zongora (2013-tól)
- Alejandra "Ale" Villarreal Vélez (20 éves)[64] – basszusgitár, vokál, zongora (2013-tól)

## Diszkográfia

### Stúdióalbumok
- XXI Century Blood (2017)
- Queen of the Murder Scene (2018)
- Error (2022)
- Keep Me Fed (2024)

### EP-k
- Escape the Mind (2015)
- Mayday (2021)

### Koncertalbumok
- Live from Auditorio Nacional, CDMX (2025)

### Kislemezek
| Cím                                      | Év   | Legmagasabb helyezés | Legmagasabb helyezés | Legmagasabb helyezés | Legmagasabb helyezés | Album                              |
| Cím                                      | Év   | CAN Rock             | US Hard Rock         | US Hard Rock Dig.    | US Mainstream Rock   | Album                              |
| ---------------------------------------- | ---- | -------------------- | -------------------- | -------------------- | -------------------- | ---------------------------------- |
| Free Falling                             | 2015 | —                    | —                    | —                    | —                    | Escape the Mind                    |
| Narcisista                               | 2019 | —                    | —                    | —                    | —                    | –                                  |
| Choke                                    | 2021 | —                    | —                    | —                    | —                    | Error                              |
| Evolve                                   | 2021 | —                    | —                    | —                    | —                    | Error                              |
| Enter Sandman (Alessia Cara-val)         | 2021 | —                    | 13                   | 11                   | —                    | The Metallica Blacklist            |
| Martirio                                 | 2021 | —                    | —                    | —                    | —                    | Error                              |
| Disciple                                 | 2021 | —                    | —                    | —                    | —                    | Error                              |
| Money                                    | 2022 | 23                   | —                    | —                    | 31                   | Error                              |
| Choke (feat. Grandson and Zero 9:36)     | 2022 | —                    | —                    | —                    | —                    | –                                  |
| More                                     | 2023 | 25                   | —                    | 8                    | 36                   | Keep Me Fed                        |
| S!CK                                     | 2024 | 20                   | —                    | 5                    | 8                    | Keep Me Fed                        |
| Hell You Call a Dream / Qué Más Quieres  | 2024 | —                    | —                    | —                    | 32                   | Keep Me Fed                        |
| Automatic Sun                            | 2024 | —                    | —                    | —                    | —                    | Keep Me Fed                        |
| Burnout                                  | 2024 | —                    | —                    | —                    | —                    | Keep Me Fed                        |
| Six Feet Deep                            | 2024 | —                    | —                    | —                    | —                    | Keep Me Fed                        |
| Show Them (a Band-Maid zenekarral)       | 2024 | —                    | —                    | —                    | —                    | Epic Narratives                    |
| HURT (a Dead Poet Society zenekarral)    | 2024 | —                    | 15                   | —                    | 10                   | Fission                            |
| Qué Más Quieres / Sharks / Automatic Sun | 2025 | —                    | —                    | —                    | —                    | Live from Auditorio Nacional, CDMX |

### Videófilmek
- Live from Auditorio Nacional, CDMX (2025, Federal Films, Groovy Chaos, mozifilm)

### Videóklipek
| Dal                                      | Év   | Rendező                           | Link |
| ---------------------------------------- | ---- | --------------------------------- | ---- |
| XXI Century Blood                        | 2017 | Abraham Marcos                    |      |
| Choke                                    | 2021 | Gabo Ramos                        |      |
| Evolve                                   | 2021 | Rudy Joffroy                      |      |
| Martirio                                 | 2021 | Oliver Castro                     |      |
| Disciple                                 | 2021 | Gabo Ramos                        |      |
| Animosity                                | 2021 | Maurice Vargas                    |      |
| Money                                    | 2022 | Ivan Chavez, Rudy Joffroy         |      |
| Error                                    | 2022 | Alexa Cha, CJ Nicadao             |      |
| Choke (featuring Grandson and Zero 9:36) | 2022 | Ivan Chavez                       |      |
| More                                     | 2023 | Ivan Chavez                       |      |
| S!CK                                     | 2024 | Ivan Chavez                       |      |
| ¿Qué Más Quieres?                        | 2024 | Paulina Villarreal és Ivan Chavez |      |
| Burnout                                  | 2024 | Rudy Joffroy, Iván Chávez         |      |
| Six Feet Deep                            | 2024 | AJ Gómez (Groovy Chaos)           |      |
| Show Them (a Band-Maid zenekarral)       | 2024 | Ryōji Aoki                        |      |
| HURT (a Dead Poet Society zenekarral)    | 2025 | Edward Curren                     |      |

## Díjak és elismerések
- 2019 – Independent Music Award (Rock / Hard rock kategória): jelölés a Queen of the Murder Scene albummal[66]
- 2023 – Modern Drummer's olvasói szavazás (Up and Coming kategória): 1. helyezett Paulina Villarreal[67]
- 2023 – Drumeo, Az év rock dobosa: Paulina Villarreal[68]
- 2024 – MTV Video Music Awards és MTV Europe Music Awards: jelölések a PUSH Performance of the Year kategóriában[69]
- 2024 – Latin GRAMMY Awards: Qué Más Quieres dal jelölése a Best rock song kategóriában[70]
- 2024 – The Folk N Rock Awards: A Keep Me Fed lemez elnyeri a Best Rock Album Of 2024 címet[71]

## Fordítás
Ez a szócikk részben vagy egészben  a   The Warning (band) című angol Wikipédia-szócikk ezen változatának fordításán alapul.  Az eredeti cikk szerkesztőit annak laptörténete sorolja fel. Ez a jelzés csupán a megfogalmazás eredetét és a szerzői jogokat jelzi, nem szolgál a cikkben szereplő információk forrásmegjelöléseként.